# Rajdowe Samochodowe Mistrzostwa Polski 2011
Ten artykuł dotyczy sezonu 2011 Rajdowych Samochodowych Mistrzostw Polski.

## Kalendarz
| Runda | Data          | Rajd                      | Baza         | Nawierzchnia | Dod. kat.    | Zwycięzca            |        |
| ----- | ------------- | ------------------------- | ------------ | ------------ | ------------ | -------------------- | ------ |
| 1     | 18.02 – 20.02 | 7. Rajd Lotos Baltic Cup  | Gdańsk       | śnieg/szuter |              | Kajetan Kajetanowicz | Wyniki |
| 2     | 23.04 – 25.04 | 39. Rajd Świdnicki-Krause | Świdnica     | asfalt       |              | Bryan Bouffier       | Wyniki |
| 3     | 10.06 – 12.06 | 26. Rajd Karkonoski       | Jelenia Góra | asfalt       |              | Bryan Bouffier       | Wyniki |
| 4     | 5.08 – 7.08   | 20. Rajd Rzeszowski       | Rzeszów      | asfalt       | ERC CEZ      | Bryan Bouffier       | Wyniki |
| 5     | 2.09 – 4.09   | 21. Rajd Dolnośląski      | Kłodzko      | asfalt       |              | Bryan Bouffier       | Wyniki |
| 6     | 23.09 – 25.09 | 68. Rajd Polski           | Mikołajki    | szuter       | ERC          | Kajetan Kajetanowicz | Wyniki |
| 7     | 14.10 – 16.10 | 37. Rally Košice          | Koszyce      | asfalt       | ERC CEZ, RMS | Michał Sołowow       | Wyniki |

## Klasyfikacje

### Klasyfikacja generalna kierowców[1]
We wszystkich rundach prowadzona była osobna klasyfikacja dla dwóch dni rajdu, w której punkty przyznawano według klucza 15-12-10-8-6-5-4-3-2-1. Ponadto, zawodnikom, którzy ukończyli rajd bez korzystania z systemu SupeRally, przyznawano dodatkowe punkty ze względu na klasyfikację generalną całego rajdu według takiego samego klucza 15-12-10-8-6-5-4-3-2-1. Zawodnicy, którzy wycofali się w drugim dniu rajdu nie otrzymywali punktów za dzień pierwszy (nie byli klasyfikowani w rajdzie). Do klasyfikacji wliczanych było 6 z 7 najlepszych wyników (licząc według zdobyczy punktowych w każdym rajdzie). Nie wliczani są kierowcy, którzy nie zostali sklasyfikowani w minimum dwóch rundach.
| Poz. | Kierowca                                | Lotos                                   | Lotos                                   | Lotos                                   | Świdnicki                               | Świdnicki                                                                                       | Świdnicki                                                                                       | Karkonoski                                                                                      | Karkonoski                                                                                      | Karkonoski                                                                                      | Rzeszowski                                                                                      | Rzeszowski                                                                                      | Rzeszowski                                                                                      | Dolnośląski                                                                                     | Dolnośląski                                                                                     | Dolnośląski                                                                                     | Polski                                                                                          | Polski                                                                                          | Polski                                                                                          | Košice                                                                                          | Košice                                                                                          | Košice                                                                                          | Suma punktów                                                                                    |
| Poz. | Kierowca                                | D1                                      | D2                                      | G                                       | D1                                      | D2                                                                                              | G                                                                                               | D1                                                                                              | D2                                                                                              | G                                                                                               | D1                                                                                              | D2                                                                                              | G                                                                                               | D1                                                                                              | D2                                                                                              | G                                                                                               | D1                                                                                              | D2                                                                                              | G                                                                                               | D1                                                                                              | D2                                                                                              | G                                                                                               | Suma punktów                                                                                    |
| ---- | --------------------------------------- | --------------------------------------- | --------------------------------------- | --------------------------------------- | --------------------------------------- | ----------------------------------------------------------------------------------------------- | ----------------------------------------------------------------------------------------------- | ----------------------------------------------------------------------------------------------- | ----------------------------------------------------------------------------------------------- | ----------------------------------------------------------------------------------------------- | ----------------------------------------------------------------------------------------------- | ----------------------------------------------------------------------------------------------- | ----------------------------------------------------------------------------------------------- | ----------------------------------------------------------------------------------------------- | ----------------------------------------------------------------------------------------------- | ----------------------------------------------------------------------------------------------- | ----------------------------------------------------------------------------------------------- | ----------------------------------------------------------------------------------------------- | ----------------------------------------------------------------------------------------------- | ----------------------------------------------------------------------------------------------- | ----------------------------------------------------------------------------------------------- | ----------------------------------------------------------------------------------------------- | ----------------------------------------------------------------------------------------------- |
| 1    | Kajetan Kajetanowicz                    | 2                                       | 2                                       | 1                                       | 5                                       | 3                                                                                               | 4                                                                                               | 2                                                                                               | 2                                                                                               | 2                                                                                               | (27)                                                                                            | (2)                                                                                             | (15)                                                                                            | 3                                                                                               | 1                                                                                               | 2                                                                                               | 5                                                                                               | 1                                                                                               | 1                                                                                               | 4                                                                                               | 4                                                                                               | 2                                                                                               | 195                                                                                             |
| 2    | Bryan Bouffier                          |                                         |                                         |                                         | 1                                       | 1                                                                                               | 1                                                                                               | 1                                                                                               | 1                                                                                               | 1                                                                                               | 1                                                                                               | 1                                                                                               | 1                                                                                               | 1                                                                                               | 2                                                                                               | 1                                                                                               |                                                                                                 |                                                                                                 |                                                                                                 | 1                                                                                               | 12                                                                                              | 6                                                                                               | 189,5                                                                                           |
| 3    | Michał Sołowow                          | 1                                       | 5                                       | 3                                       | (4)                                     | (5)                                                                                             | (2)                                                                                             | 4                                                                                               | 4                                                                                               | 4                                                                                               | 3                                                                                               | 5                                                                                               | 3                                                                                               | 2                                                                                               | 5                                                                                               | 4                                                                                               | 3                                                                                               | 2                                                                                               | 2                                                                                               | 2                                                                                               | 1                                                                                               | 1                                                                                               | 183                                                                                             |
| 4    | Michał Bębenek                          | 3                                       | 1                                       | 2                                       | 7                                       | 2                                                                                               | 6                                                                                               | 6                                                                                               | 9                                                                                               | 7                                                                                               | 7                                                                                               | 6                                                                                               | 6                                                                                               | (5)                                                                                             | (23)                                                                                            | (18)                                                                                            | 1                                                                                               | 5                                                                                               | 4                                                                                               | 6                                                                                               | 3                                                                                               | 4                                                                                               | 129                                                                                             |
| 5    | Grzegorz Grzyb                          |                                         |                                         |                                         | 3                                       | 9                                                                                               | 7                                                                                               | 3                                                                                               | 3                                                                                               | 3                                                                                               | 2                                                                                               | 29                                                                                              | 18                                                                                              | 4                                                                                               | 4                                                                                               | 3                                                                                               | 6                                                                                               | 3                                                                                               | 3                                                                                               | 3                                                                                               | 11                                                                                              | 8                                                                                               | 121                                                                                             |
| 6    | Tomasz Kuchar                           | 5                                       | 4                                       | 5                                       | 2                                       | 6                                                                                               | 3                                                                                               | 8                                                                                               | 5                                                                                               | 6                                                                                               | 5                                                                                               | 4                                                                                               | 4                                                                                               | 7                                                                                               | 3                                                                                               | 6                                                                                               | 7                                                                                               | 4                                                                                               | 5                                                                                               | NK                                                                                              | NU                                                                                              |                                                                                                 | 117,5                                                                                           |
| 7    | Wojciech Chuchała                       | 7                                       | 9                                       | 8                                       | (12)                                    | (34)                                                                                            | (26)                                                                                            | 13                                                                                              | 6                                                                                               | 9                                                                                               | 6                                                                                               | 7                                                                                               | 5                                                                                               | 6                                                                                               | 6                                                                                               | 5                                                                                               | 10                                                                                              | 7                                                                                               | 8                                                                                               | 5                                                                                               | 2                                                                                               | 3                                                                                               | 83                                                                                              |
| 8    | Jan Chmielewski                         | 9                                       | 14                                      | 11                                      | 10                                      | 10                                                                                              | 10                                                                                              | 9                                                                                               | 11                                                                                              | 11                                                                                              | 9                                                                                               | 8                                                                                               | 7                                                                                               | 8                                                                                               | 7                                                                                               | 7                                                                                               | (14)                                                                                            | (11)                                                                                            | (13)                                                                                            | 8                                                                                               | 5                                                                                               | 5                                                                                               | 42,5                                                                                            |
| 9    | Maciej Rzeźnik                          | 23                                      | 22                                      | 22                                      |                                         |                                                                                                 |                                                                                                 |                                                                                                 |                                                                                                 |                                                                                                 | 4                                                                                               | 3                                                                                               | 2                                                                                               |                                                                                                 |                                                                                                 |                                                                                                 | 8                                                                                               | 24                                                                                              | 15                                                                                              |                                                                                                 |                                                                                                 |                                                                                                 | 33                                                                                              |
| 10   | Leszek Kuzaj                            |                                         |                                         |                                         | 6                                       | 4                                                                                               | 5                                                                                               | 5                                                                                               | 7                                                                                               | 5                                                                                               |                                                                                                 |                                                                                                 |                                                                                                 |                                                                                                 |                                                                                                 |                                                                                                 | NU                                                                                              | NU                                                                                              |                                                                                                 |                                                                                                 |                                                                                                 |                                                                                                 | 31                                                                                              |
| 11   | Mariusz Stec                            | 4                                       | 6                                       | 6                                       | 9                                       | 8                                                                                               | 9                                                                                               | 10                                                                                              | 10                                                                                              | 10                                                                                              |                                                                                                 |                                                                                                 |                                                                                                 |                                                                                                 |                                                                                                 |                                                                                                 |                                                                                                 |                                                                                                 |                                                                                                 |                                                                                                 |                                                                                                 |                                                                                                 | 26,5                                                                                            |
| 12   | Daniel Chwist                           | 8                                       | 7                                       | 7                                       | 11                                      | 12                                                                                              | 11                                                                                              | 12                                                                                              | 27                                                                                              | 22                                                                                              | 13                                                                                              | 12                                                                                              | 10                                                                                              | 9                                                                                               | 9                                                                                               | 8                                                                                               |                                                                                                 |                                                                                                 |                                                                                                 |                                                                                                 |                                                                                                 |                                                                                                 | 19                                                                                              |
| 13   | Tomasz Czopik                           |                                         |                                         |                                         | 8                                       | 7                                                                                               | 8                                                                                               | 7                                                                                               | 8                                                                                               | 8                                                                                               |                                                                                                 |                                                                                                 |                                                                                                 |                                                                                                 |                                                                                                 |                                                                                                 |                                                                                                 |                                                                                                 |                                                                                                 |                                                                                                 |                                                                                                 |                                                                                                 | 18                                                                                              |
| 14   | Ariel Piotrowski                        |                                         |                                         |                                         | 18                                      | 32                                                                                              | 22                                                                                              | 11                                                                                              | 29                                                                                              | 26                                                                                              | 17                                                                                              | 13                                                                                              | 13                                                                                              | 12                                                                                              | 8                                                                                               | 9                                                                                               | 23                                                                                              | 16                                                                                              | 20                                                                                              | 9                                                                                               | 6                                                                                               | 7                                                                                               | 16                                                                                              |
| 15   | Tomasz Gryc                             | 15                                      | 13                                      | 13                                      | 16                                      | 16                                                                                              | 15                                                                                              | 24                                                                                              | 12                                                                                              | 15                                                                                              | (29)                                                                                            | (11)                                                                                            | (24)                                                                                            | 10                                                                                              | 13                                                                                              | 11                                                                                              | 16                                                                                              | 13                                                                                              | 16                                                                                              | 7                                                                                               | 7                                                                                               | 9                                                                                               | 11                                                                                              |
| 16   | Szymon Kornicki                         | 14                                      | 11                                      | 12                                      | NK                                      | NU                                                                                              |                                                                                                 | 15                                                                                              | 13                                                                                              | 12                                                                                              | 15                                                                                              | 14                                                                                              | 12                                                                                              | 11                                                                                              | 14                                                                                              | 14                                                                                              | 28                                                                                              | 15                                                                                              | 22                                                                                              | 10                                                                                              | 9                                                                                               | 10                                                                                              | 4                                                                                               |
| 17   | Łukasz Markowski                        |                                         |                                         |                                         | 20                                      | 17                                                                                              | 18                                                                                              | 14                                                                                              | 24                                                                                              | 21                                                                                              | 12                                                                                              | 10                                                                                              | 9                                                                                               |                                                                                                 |                                                                                                 |                                                                                                 |                                                                                                 |                                                                                                 |                                                                                                 | NK                                                                                              | NU                                                                                              |                                                                                                 | 3                                                                                               |
| 18   | Rafał Janczak                           |                                         |                                         |                                         | 15                                      | 13                                                                                              | 14                                                                                              | NU                                                                                              | NU                                                                                              |                                                                                                 | 30                                                                                              | 31                                                                                              | 32                                                                                              | 14                                                                                              | 11                                                                                              | 12                                                                                              | 19                                                                                              | 19                                                                                              | 19                                                                                              | 19                                                                                              | 8                                                                                               | 13                                                                                              | 3                                                                                               |
| 19   | Tomasz Żerebecki                        |                                         |                                         |                                         | 19                                      | 15                                                                                              | 17                                                                                              | 16                                                                                              | 25                                                                                              | 25                                                                                              | NU                                                                                              |                                                                                                 |                                                                                                 | 13                                                                                              | 10                                                                                              | 10                                                                                              | 21                                                                                              | 20                                                                                              | 21                                                                                              |                                                                                                 |                                                                                                 |                                                                                                 | 2                                                                                               |
| 20   | Marcin Abramowski                       |                                         |                                         |                                         |                                         |                                                                                                 |                                                                                                 | 17                                                                                              | 14                                                                                              | 13                                                                                              |                                                                                                 |                                                                                                 |                                                                                                 |                                                                                                 |                                                                                                 |                                                                                                 | 18                                                                                              | 9                                                                                               | 14                                                                                              |                                                                                                 |                                                                                                 |                                                                                                 | 2                                                                                               |
| NK   | Zbigniew Staniszewski                   | 6                                       | 3                                       | 4                                       |                                         |                                                                                                 |                                                                                                 |                                                                                                 |                                                                                                 |                                                                                                 |                                                                                                 |                                                                                                 |                                                                                                 |                                                                                                 |                                                                                                 |                                                                                                 | NU                                                                                              | NU                                                                                              |                                                                                                 |                                                                                                 |                                                                                                 |                                                                                                 | (23)                                                                                            |
| NK   | Krzysztof Hołowczyc                     |                                         |                                         |                                         |                                         |                                                                                                 |                                                                                                 |                                                                                                 |                                                                                                 |                                                                                                 |                                                                                                 |                                                                                                 |                                                                                                 |                                                                                                 |                                                                                                 |                                                                                                 | 2                                                                                               | 22                                                                                              | 11                                                                                              |                                                                                                 |                                                                                                 |                                                                                                 | (13)                                                                                            |
| NK   | Luca Rossetti                           |                                         |                                         |                                         |                                         |                                                                                                 |                                                                                                 |                                                                                                 |                                                                                                 |                                                                                                 |                                                                                                 |                                                                                                 |                                                                                                 |                                                                                                 |                                                                                                 |                                                                                                 | 11                                                                                              | 6                                                                                               | 6                                                                                               |                                                                                                 |                                                                                                 |                                                                                                 | (10)                                                                                            |
| NK   | Szymon Ruta                             |                                         |                                         |                                         |                                         |                                                                                                 |                                                                                                 |                                                                                                 |                                                                                                 |                                                                                                 |                                                                                                 |                                                                                                 |                                                                                                 |                                                                                                 |                                                                                                 |                                                                                                 | 9                                                                                               | 8                                                                                               | 7                                                                                               |                                                                                                 |                                                                                                 |                                                                                                 | (9)                                                                                             |
| NK   | Maciej Oleksowicz                       |                                         |                                         |                                         |                                         |                                                                                                 |                                                                                                 |                                                                                                 |                                                                                                 |                                                                                                 |                                                                                                 |                                                                                                 |                                                                                                 |                                                                                                 |                                                                                                 |                                                                                                 | 4                                                                                               | 18                                                                                              | 10                                                                                              |                                                                                                 |                                                                                                 |                                                                                                 | (8)                                                                                             |
| NK   | Robert Kujawski                         |                                         |                                         |                                         |                                         |                                                                                                 |                                                                                                 |                                                                                                 |                                                                                                 |                                                                                                 | 10                                                                                              | 9                                                                                               | 8                                                                                               |                                                                                                 |                                                                                                 |                                                                                                 |                                                                                                 |                                                                                                 |                                                                                                 |                                                                                                 |                                                                                                 |                                                                                                 | (6)                                                                                             |
| NK   | Jarosław Pawliński                      | 10                                      | 10                                      | 10                                      |                                         |                                                                                                 |                                                                                                 |                                                                                                 |                                                                                                 |                                                                                                 |                                                                                                 |                                                                                                 |                                                                                                 |                                                                                                 |                                                                                                 |                                                                                                 |                                                                                                 |                                                                                                 |                                                                                                 |                                                                                                 |                                                                                                 |                                                                                                 | (4)                                                                                             |
| NK   | Antonín Tlusťák                         |                                         |                                         |                                         |                                         |                                                                                                 |                                                                                                 |                                                                                                 |                                                                                                 |                                                                                                 |                                                                                                 |                                                                                                 |                                                                                                 |                                                                                                 |                                                                                                 |                                                                                                 | 12                                                                                              | 10                                                                                              | 9                                                                                               |                                                                                                 |                                                                                                 |                                                                                                 | (3)                                                                                             |
| NK   | Grzegorz Dul                            | 13                                      | 8                                       | 9                                       |                                         |                                                                                                 |                                                                                                 |                                                                                                 |                                                                                                 |                                                                                                 |                                                                                                 |                                                                                                 |                                                                                                 |                                                                                                 |                                                                                                 |                                                                                                 | NU                                                                                              | NU                                                                                              |                                                                                                 |                                                                                                 |                                                                                                 |                                                                                                 | (3)                                                                                             |
| NK   | Radosław Typa                           |                                         |                                         |                                         |                                         |                                                                                                 |                                                                                                 |                                                                                                 |                                                                                                 |                                                                                                 | 8                                                                                               | 27                                                                                              | 23                                                                                              |                                                                                                 |                                                                                                 |                                                                                                 | NK                                                                                              | NU                                                                                              |                                                                                                 |                                                                                                 |                                                                                                 |                                                                                                 | (3)                                                                                             |
| NK   | Marek Špavelko                          |                                         |                                         |                                         |                                         |                                                                                                 |                                                                                                 |                                                                                                 |                                                                                                 |                                                                                                 |                                                                                                 |                                                                                                 |                                                                                                 |                                                                                                 |                                                                                                 |                                                                                                 |                                                                                                 |                                                                                                 |                                                                                                 | 12                                                                                              | 10                                                                                              | 11                                                                                              | (1)                                                                                             |
|      | Klucz punktacji: 15-12-10-8-6-5-4-3-2-1 | Klucz punktacji: 15-12-10-8-6-5-4-3-2-1 | Klucz punktacji: 15-12-10-8-6-5-4-3-2-1 | Klucz punktacji: 15-12-10-8-6-5-4-3-2-1 | Klucz punktacji: 15-12-10-8-6-5-4-3-2-1 | Oznaczenia: NU – nie ukończył, DK – dyskwalifikacja, wynik na fioletowym tle – system SupeRally | Oznaczenia: NU – nie ukończył, DK – dyskwalifikacja, wynik na fioletowym tle – system SupeRally | Oznaczenia: NU – nie ukończył, DK – dyskwalifikacja, wynik na fioletowym tle – system SupeRally | Oznaczenia: NU – nie ukończył, DK – dyskwalifikacja, wynik na fioletowym tle – system SupeRally | Oznaczenia: NU – nie ukończył, DK – dyskwalifikacja, wynik na fioletowym tle – system SupeRally | Oznaczenia: NU – nie ukończył, DK – dyskwalifikacja, wynik na fioletowym tle – system SupeRally | Oznaczenia: NU – nie ukończył, DK – dyskwalifikacja, wynik na fioletowym tle – system SupeRally | Oznaczenia: NU – nie ukończył, DK – dyskwalifikacja, wynik na fioletowym tle – system SupeRally | Oznaczenia: NU – nie ukończył, DK – dyskwalifikacja, wynik na fioletowym tle – system SupeRally | Oznaczenia: NU – nie ukończył, DK – dyskwalifikacja, wynik na fioletowym tle – system SupeRally | Oznaczenia: NU – nie ukończył, DK – dyskwalifikacja, wynik na fioletowym tle – system SupeRally | Oznaczenia: NU – nie ukończył, DK – dyskwalifikacja, wynik na fioletowym tle – system SupeRally | Oznaczenia: NU – nie ukończył, DK – dyskwalifikacja, wynik na fioletowym tle – system SupeRally | Oznaczenia: NU – nie ukończył, DK – dyskwalifikacja, wynik na fioletowym tle – system SupeRally | Oznaczenia: NU – nie ukończył, DK – dyskwalifikacja, wynik na fioletowym tle – system SupeRally | Oznaczenia: NU – nie ukończył, DK – dyskwalifikacja, wynik na fioletowym tle – system SupeRally | Oznaczenia: NU – nie ukończył, DK – dyskwalifikacja, wynik na fioletowym tle – system SupeRally | Oznaczenia: NU – nie ukończył, DK – dyskwalifikacja, wynik na fioletowym tle – system SupeRally |

| Kolor     | Opis                   |
| --------- | ---------------------- |
| Złoty     | Zwycięzca              |
| Srebrny   | 2. miejsce             |
| Brązowy   | 3. miejsce             |
| Zielony   | Punktowane miejsce     |
| Niebieski | Ukończył nie punktował |
| Fioletowy | Nie ukończył NU        |
| Czarny    | Wykluczony X           |
| Biały     | Nie wystartował NW     |
| Puste     | Nie brał udziału       |

| Poz. | Kierowca                                | Lotos                                   | Lotos                                   | Lotos                                   | Świdnicki                               | Świdnicki                                                                                       | Świdnicki                                                                                       | Karkonoski                                                                                      | Karkonoski                                                                                      | Karkonoski                                                                                      | Rzeszowski                                                                                      | Rzeszowski                                                                                      | Rzeszowski                                                                                      | Dolnośląski                                                                                     | Dolnośląski                                                                                     | Dolnośląski                                                                                     | Polski                                                                                          | Polski                                                                                          | Polski                                                                                          | Košice                                                                                          | Košice                                                                                          | Košice                                                                                          | Suma punktów                                                                                    |
| Poz. | Kierowca                                | D1                                      | D2                                      | G                                       | D1                                      | D2                                                                                              | G                                                                                               | D1                                                                                              | D2                                                                                              | G                                                                                               | D1                                                                                              | D2                                                                                              | G                                                                                               | D1                                                                                              | D2                                                                                              | G                                                                                               | D1                                                                                              | D2                                                                                              | G                                                                                               | D1                                                                                              | D2                                                                                              | G                                                                                               | Suma punktów                                                                                    |
| ---- | --------------------------------------- | --------------------------------------- | --------------------------------------- | --------------------------------------- | --------------------------------------- | ----------------------------------------------------------------------------------------------- | ----------------------------------------------------------------------------------------------- | ----------------------------------------------------------------------------------------------- | ----------------------------------------------------------------------------------------------- | ----------------------------------------------------------------------------------------------- | ----------------------------------------------------------------------------------------------- | ----------------------------------------------------------------------------------------------- | ----------------------------------------------------------------------------------------------- | ----------------------------------------------------------------------------------------------- | ----------------------------------------------------------------------------------------------- | ----------------------------------------------------------------------------------------------- | ----------------------------------------------------------------------------------------------- | ----------------------------------------------------------------------------------------------- | ----------------------------------------------------------------------------------------------- | ----------------------------------------------------------------------------------------------- | ----------------------------------------------------------------------------------------------- | ----------------------------------------------------------------------------------------------- | ----------------------------------------------------------------------------------------------- |
| 1    | Kajetan Kajetanowicz                    | 2                                       | 2                                       | 1                                       | 5                                       | 3                                                                                               | 4                                                                                               | 2                                                                                               | 2                                                                                               | 2                                                                                               | (27)                                                                                            | (2)                                                                                             | (15)                                                                                            | 3                                                                                               | 1                                                                                               | 2                                                                                               | 5                                                                                               | 1                                                                                               | 1                                                                                               | 4                                                                                               | 4                                                                                               | 2                                                                                               | 195                                                                                             |
| 2    | Bryan Bouffier                          |                                         |                                         |                                         | 1                                       | 1                                                                                               | 1                                                                                               | 1                                                                                               | 1                                                                                               | 1                                                                                               | 1                                                                                               | 1                                                                                               | 1                                                                                               | 1                                                                                               | 2                                                                                               | 1                                                                                               |                                                                                                 |                                                                                                 |                                                                                                 | 1                                                                                               | 12                                                                                              | 6                                                                                               | 189,5                                                                                           |
| 3    | Michał Sołowow                          | 1                                       | 5                                       | 3                                       | (4)                                     | (5)                                                                                             | (2)                                                                                             | 4                                                                                               | 4                                                                                               | 4                                                                                               | 3                                                                                               | 5                                                                                               | 3                                                                                               | 2                                                                                               | 5                                                                                               | 4                                                                                               | 3                                                                                               | 2                                                                                               | 2                                                                                               | 2                                                                                               | 1                                                                                               | 1                                                                                               | 183                                                                                             |
| 4    | Michał Bębenek                          | 3                                       | 1                                       | 2                                       | 7                                       | 2                                                                                               | 6                                                                                               | 6                                                                                               | 9                                                                                               | 7                                                                                               | 7                                                                                               | 6                                                                                               | 6                                                                                               | (5)                                                                                             | (23)                                                                                            | (18)                                                                                            | 1                                                                                               | 5                                                                                               | 4                                                                                               | 6                                                                                               | 3                                                                                               | 4                                                                                               | 129                                                                                             |
| 5    | Grzegorz Grzyb                          |                                         |                                         |                                         | 3                                       | 9                                                                                               | 7                                                                                               | 3                                                                                               | 3                                                                                               | 3                                                                                               | 2                                                                                               | 29                                                                                              | 18                                                                                              | 4                                                                                               | 4                                                                                               | 3                                                                                               | 6                                                                                               | 3                                                                                               | 3                                                                                               | 3                                                                                               | 11                                                                                              | 8                                                                                               | 121                                                                                             |
| 6    | Tomasz Kuchar                           | 5                                       | 4                                       | 5                                       | 2                                       | 6                                                                                               | 3                                                                                               | 8                                                                                               | 5                                                                                               | 6                                                                                               | 5                                                                                               | 4                                                                                               | 4                                                                                               | 7                                                                                               | 3                                                                                               | 6                                                                                               | 7                                                                                               | 4                                                                                               | 5                                                                                               | NK                                                                                              | NU                                                                                              |                                                                                                 | 117,5                                                                                           |
| 7    | Wojciech Chuchała                       | 7                                       | 9                                       | 8                                       | (12)                                    | (34)                                                                                            | (26)                                                                                            | 13                                                                                              | 6                                                                                               | 9                                                                                               | 6                                                                                               | 7                                                                                               | 5                                                                                               | 6                                                                                               | 6                                                                                               | 5                                                                                               | 10                                                                                              | 7                                                                                               | 8                                                                                               | 5                                                                                               | 2                                                                                               | 3                                                                                               | 83                                                                                              |
| 8    | Jan Chmielewski                         | 9                                       | 14                                      | 11                                      | 10                                      | 10                                                                                              | 10                                                                                              | 9                                                                                               | 11                                                                                              | 11                                                                                              | 9                                                                                               | 8                                                                                               | 7                                                                                               | 8                                                                                               | 7                                                                                               | 7                                                                                               | (14)                                                                                            | (11)                                                                                            | (13)                                                                                            | 8                                                                                               | 5                                                                                               | 5                                                                                               | 42,5                                                                                            |
| 9    | Maciej Rzeźnik                          | 23                                      | 22                                      | 22                                      |                                         |                                                                                                 |                                                                                                 |                                                                                                 |                                                                                                 |                                                                                                 | 4                                                                                               | 3                                                                                               | 2                                                                                               |                                                                                                 |                                                                                                 |                                                                                                 | 8                                                                                               | 24                                                                                              | 15                                                                                              |                                                                                                 |                                                                                                 |                                                                                                 | 33                                                                                              |
| 10   | Leszek Kuzaj                            |                                         |                                         |                                         | 6                                       | 4                                                                                               | 5                                                                                               | 5                                                                                               | 7                                                                                               | 5                                                                                               |                                                                                                 |                                                                                                 |                                                                                                 |                                                                                                 |                                                                                                 |                                                                                                 | NU                                                                                              | NU                                                                                              |                                                                                                 |                                                                                                 |                                                                                                 |                                                                                                 | 31                                                                                              |
| 11   | Mariusz Stec                            | 4                                       | 6                                       | 6                                       | 9                                       | 8                                                                                               | 9                                                                                               | 10                                                                                              | 10                                                                                              | 10                                                                                              |                                                                                                 |                                                                                                 |                                                                                                 |                                                                                                 |                                                                                                 |                                                                                                 |                                                                                                 |                                                                                                 |                                                                                                 |                                                                                                 |                                                                                                 |                                                                                                 | 26,5                                                                                            |
| 12   | Daniel Chwist                           | 8                                       | 7                                       | 7                                       | 11                                      | 12                                                                                              | 11                                                                                              | 12                                                                                              | 27                                                                                              | 22                                                                                              | 13                                                                                              | 12                                                                                              | 10                                                                                              | 9                                                                                               | 9                                                                                               | 8                                                                                               |                                                                                                 |                                                                                                 |                                                                                                 |                                                                                                 |                                                                                                 |                                                                                                 | 19                                                                                              |
| 13   | Tomasz Czopik                           |                                         |                                         |                                         | 8                                       | 7                                                                                               | 8                                                                                               | 7                                                                                               | 8                                                                                               | 8                                                                                               |                                                                                                 |                                                                                                 |                                                                                                 |                                                                                                 |                                                                                                 |                                                                                                 |                                                                                                 |                                                                                                 |                                                                                                 |                                                                                                 |                                                                                                 |                                                                                                 | 18                                                                                              |
| 14   | Ariel Piotrowski                        |                                         |                                         |                                         | 18                                      | 32                                                                                              | 22                                                                                              | 11                                                                                              | 29                                                                                              | 26                                                                                              | 17                                                                                              | 13                                                                                              | 13                                                                                              | 12                                                                                              | 8                                                                                               | 9                                                                                               | 23                                                                                              | 16                                                                                              | 20                                                                                              | 9                                                                                               | 6                                                                                               | 7                                                                                               | 16                                                                                              |
| 15   | Tomasz Gryc                             | 15                                      | 13                                      | 13                                      | 16                                      | 16                                                                                              | 15                                                                                              | 24                                                                                              | 12                                                                                              | 15                                                                                              | (29)                                                                                            | (11)                                                                                            | (24)                                                                                            | 10                                                                                              | 13                                                                                              | 11                                                                                              | 16                                                                                              | 13                                                                                              | 16                                                                                              | 7                                                                                               | 7                                                                                               | 9                                                                                               | 11                                                                                              |
| 16   | Szymon Kornicki                         | 14                                      | 11                                      | 12                                      | NK                                      | NU                                                                                              |                                                                                                 | 15                                                                                              | 13                                                                                              | 12                                                                                              | 15                                                                                              | 14                                                                                              | 12                                                                                              | 11                                                                                              | 14                                                                                              | 14                                                                                              | 28                                                                                              | 15                                                                                              | 22                                                                                              | 10                                                                                              | 9                                                                                               | 10                                                                                              | 4                                                                                               |
| 17   | Łukasz Markowski                        |                                         |                                         |                                         | 20                                      | 17                                                                                              | 18                                                                                              | 14                                                                                              | 24                                                                                              | 21                                                                                              | 12                                                                                              | 10                                                                                              | 9                                                                                               |                                                                                                 |                                                                                                 |                                                                                                 |                                                                                                 |                                                                                                 |                                                                                                 | NK                                                                                              | NU                                                                                              |                                                                                                 | 3                                                                                               |
| 18   | Rafał Janczak                           |                                         |                                         |                                         | 15                                      | 13                                                                                              | 14                                                                                              | NU                                                                                              | NU                                                                                              |                                                                                                 | 30                                                                                              | 31                                                                                              | 32                                                                                              | 14                                                                                              | 11                                                                                              | 12                                                                                              | 19                                                                                              | 19                                                                                              | 19                                                                                              | 19                                                                                              | 8                                                                                               | 13                                                                                              | 3                                                                                               |
| 19   | Tomasz Żerebecki                        |                                         |                                         |                                         | 19                                      | 15                                                                                              | 17                                                                                              | 16                                                                                              | 25                                                                                              | 25                                                                                              | NU                                                                                              |                                                                                                 |                                                                                                 | 13                                                                                              | 10                                                                                              | 10                                                                                              | 21                                                                                              | 20                                                                                              | 21                                                                                              |                                                                                                 |                                                                                                 |                                                                                                 | 2                                                                                               |
| 20   | Marcin Abramowski                       |                                         |                                         |                                         |                                         |                                                                                                 |                                                                                                 | 17                                                                                              | 14                                                                                              | 13                                                                                              |                                                                                                 |                                                                                                 |                                                                                                 |                                                                                                 |                                                                                                 |                                                                                                 | 18                                                                                              | 9                                                                                               | 14                                                                                              |                                                                                                 |                                                                                                 |                                                                                                 | 2                                                                                               |
| NK   | Zbigniew Staniszewski                   | 6                                       | 3                                       | 4                                       |                                         |                                                                                                 |                                                                                                 |                                                                                                 |                                                                                                 |                                                                                                 |                                                                                                 |                                                                                                 |                                                                                                 |                                                                                                 |                                                                                                 |                                                                                                 | NU                                                                                              | NU                                                                                              |                                                                                                 |                                                                                                 |                                                                                                 |                                                                                                 | (23)                                                                                            |
| NK   | Krzysztof Hołowczyc                     |                                         |                                         |                                         |                                         |                                                                                                 |                                                                                                 |                                                                                                 |                                                                                                 |                                                                                                 |                                                                                                 |                                                                                                 |                                                                                                 |                                                                                                 |                                                                                                 |                                                                                                 | 2                                                                                               | 22                                                                                              | 11                                                                                              |                                                                                                 |                                                                                                 |                                                                                                 | (13)                                                                                            |
| NK   | Luca Rossetti                           |                                         |                                         |                                         |                                         |                                                                                                 |                                                                                                 |                                                                                                 |                                                                                                 |                                                                                                 |                                                                                                 |                                                                                                 |                                                                                                 |                                                                                                 |                                                                                                 |                                                                                                 | 11                                                                                              | 6                                                                                               | 6                                                                                               |                                                                                                 |                                                                                                 |                                                                                                 | (10)                                                                                            |
| NK   | Szymon Ruta                             |                                         |                                         |                                         |                                         |                                                                                                 |                                                                                                 |                                                                                                 |                                                                                                 |                                                                                                 |                                                                                                 |                                                                                                 |                                                                                                 |                                                                                                 |                                                                                                 |                                                                                                 | 9                                                                                               | 8                                                                                               | 7                                                                                               |                                                                                                 |                                                                                                 |                                                                                                 | (9)                                                                                             |
| NK   | Maciej Oleksowicz                       |                                         |                                         |                                         |                                         |                                                                                                 |                                                                                                 |                                                                                                 |                                                                                                 |                                                                                                 |                                                                                                 |                                                                                                 |                                                                                                 |                                                                                                 |                                                                                                 |                                                                                                 | 4                                                                                               | 18                                                                                              | 10                                                                                              |                                                                                                 |                                                                                                 |                                                                                                 | (8)                                                                                             |
| NK   | Robert Kujawski                         |                                         |                                         |                                         |                                         |                                                                                                 |                                                                                                 |                                                                                                 |                                                                                                 |                                                                                                 | 10                                                                                              | 9                                                                                               | 8                                                                                               |                                                                                                 |                                                                                                 |                                                                                                 |                                                                                                 |                                                                                                 |                                                                                                 |                                                                                                 |                                                                                                 |                                                                                                 | (6)                                                                                             |
| NK   | Jarosław Pawliński                      | 10                                      | 10                                      | 10                                      |                                         |                                                                                                 |                                                                                                 |                                                                                                 |                                                                                                 |                                                                                                 |                                                                                                 |                                                                                                 |                                                                                                 |                                                                                                 |                                                                                                 |                                                                                                 |                                                                                                 |                                                                                                 |                                                                                                 |                                                                                                 |                                                                                                 |                                                                                                 | (4)                                                                                             |
| NK   | Antonín Tlusťák                         |                                         |                                         |                                         |                                         |                                                                                                 |                                                                                                 |                                                                                                 |                                                                                                 |                                                                                                 |                                                                                                 |                                                                                                 |                                                                                                 |                                                                                                 |                                                                                                 |                                                                                                 | 12                                                                                              | 10                                                                                              | 9                                                                                               |                                                                                                 |                                                                                                 |                                                                                                 | (3)                                                                                             |
| NK   | Grzegorz Dul                            | 13                                      | 8                                       | 9                                       |                                         |                                                                                                 |                                                                                                 |                                                                                                 |                                                                                                 |                                                                                                 |                                                                                                 |                                                                                                 |                                                                                                 |                                                                                                 |                                                                                                 |                                                                                                 | NU                                                                                              | NU                                                                                              |                                                                                                 |                                                                                                 |                                                                                                 |                                                                                                 | (3)                                                                                             |
| NK   | Radosław Typa                           |                                         |                                         |                                         |                                         |                                                                                                 |                                                                                                 |                                                                                                 |                                                                                                 |                                                                                                 | 8                                                                                               | 27                                                                                              | 23                                                                                              |                                                                                                 |                                                                                                 |                                                                                                 | NK                                                                                              | NU                                                                                              |                                                                                                 |                                                                                                 |                                                                                                 |                                                                                                 | (3)                                                                                             |
| NK   | Marek Špavelko                          |                                         |                                         |                                         |                                         |                                                                                                 |                                                                                                 |                                                                                                 |                                                                                                 |                                                                                                 |                                                                                                 |                                                                                                 |                                                                                                 |                                                                                                 |                                                                                                 |                                                                                                 |                                                                                                 |                                                                                                 |                                                                                                 | 12                                                                                              | 10                                                                                              | 11                                                                                              | (1)                                                                                             |
|      | Klucz punktacji: 15-12-10-8-6-5-4-3-2-1 | Klucz punktacji: 15-12-10-8-6-5-4-3-2-1 | Klucz punktacji: 15-12-10-8-6-5-4-3-2-1 | Klucz punktacji: 15-12-10-8-6-5-4-3-2-1 | Klucz punktacji: 15-12-10-8-6-5-4-3-2-1 | Oznaczenia: NU – nie ukończył, DK – dyskwalifikacja, wynik na fioletowym tle – system SupeRally | Oznaczenia: NU – nie ukończył, DK – dyskwalifikacja, wynik na fioletowym tle – system SupeRally | Oznaczenia: NU – nie ukończył, DK – dyskwalifikacja, wynik na fioletowym tle – system SupeRally | Oznaczenia: NU – nie ukończył, DK – dyskwalifikacja, wynik na fioletowym tle – system SupeRally | Oznaczenia: NU – nie ukończył, DK – dyskwalifikacja, wynik na fioletowym tle – system SupeRally | Oznaczenia: NU – nie ukończył, DK – dyskwalifikacja, wynik na fioletowym tle – system SupeRally | Oznaczenia: NU – nie ukończył, DK – dyskwalifikacja, wynik na fioletowym tle – system SupeRally | Oznaczenia: NU – nie ukończył, DK – dyskwalifikacja, wynik na fioletowym tle – system SupeRally | Oznaczenia: NU – nie ukończył, DK – dyskwalifikacja, wynik na fioletowym tle – system SupeRally | Oznaczenia: NU – nie ukończył, DK – dyskwalifikacja, wynik na fioletowym tle – system SupeRally | Oznaczenia: NU – nie ukończył, DK – dyskwalifikacja, wynik na fioletowym tle – system SupeRally | Oznaczenia: NU – nie ukończył, DK – dyskwalifikacja, wynik na fioletowym tle – system SupeRally | Oznaczenia: NU – nie ukończył, DK – dyskwalifikacja, wynik na fioletowym tle – system SupeRally | Oznaczenia: NU – nie ukończył, DK – dyskwalifikacja, wynik na fioletowym tle – system SupeRally | Oznaczenia: NU – nie ukończył, DK – dyskwalifikacja, wynik na fioletowym tle – system SupeRally | Oznaczenia: NU – nie ukończył, DK – dyskwalifikacja, wynik na fioletowym tle – system SupeRally | Oznaczenia: NU – nie ukończył, DK – dyskwalifikacja, wynik na fioletowym tle – system SupeRally | Oznaczenia: NU – nie ukończył, DK – dyskwalifikacja, wynik na fioletowym tle – system SupeRally |

| Kolor     | Opis                   |
| --------- | ---------------------- |
| Złoty     | Zwycięzca              |
| Srebrny   | 2. miejsce             |
| Brązowy   | 3. miejsce             |
| Zielony   | Punktowane miejsce     |
| Niebieski | Ukończył nie punktował |
| Fioletowy | Nie ukończył NU        |
| Czarny    | Wykluczony X           |
| Biały     | Nie wystartował NW     |
| Puste     | Nie brał udziału       |

## Zwycięzcy klas, zespoły i kluby
W wykazach przedstawiających zwycięzców poszczególnych klas pogrubioną czcionką zaznaczono kierowców i pilotów, którzy zdobyli tytuły mistrza, wicemistrza i drugiego wicemistrza Polski.

### Klasyfikacja Grupy N[4]
| Msc | Kierowca             | Pilot          | Punkty |
| --- | -------------------- | -------------- | ------ |
| 1   | Wojciech Chuchała    | Kamil Heller   | 131    |
| 2   | Daniel Chwist        | Dariusz Burkat | 80     |
| 3   | Kajetan Kajetanowicz | Jarosław Baran | 75     |

### Klasyfikacja Grupy R[5]
| Msc | Kierowca        | Pilot              | Punkty |
| --- | --------------- | ------------------ | ------ |
| 1   | Jan Chmielewski | Grzegorz Dachowski | 218,5  |
| 2   | Tomasz Gryc     | Michał Kuśnierz    | 115,5  |
| 3   | Szymon Kornicki | Robert Hundla      | 95     |

### Klasyfikacja w klasie S2/R4[6]
| Msc | Kierowca             | Pilot          | Punkty |
| --- | -------------------- | -------------- | ------ |
| 1   | Michał Sołowow       | Maciej Baran   | 91,5   |
| 2   | Kajetan Kajetanowicz | Jarosław Baran | 85     |
| 3   | Bryan Bouffier       | Xavier Panseri | 84     |

### Klasyfikacja w klasie HR P[7]
| Msc | Kierowca         | Pilot           | Punkty |
| --- | ---------------- | --------------- | ------ |
| 1   | Tomasz Kuchar    | Daniel Dymurski | 24     |
| 2   | Karol Piątkowski | -               | 6      |
| 3   | Maciej Dominiak  | Marek Kaczmarek | 4,5    |

### Klasyfikacja w klasie A-7[8]
| Msc | Kierowca       | Pilot            | Punkty |
| --- | -------------- | ---------------- | ------ |
| 1   | Andrzej Czekan | Błażej Czekan    | 13,5   |
| 2   | Paweł Serafin  | Mateusz Martynek | 7      |

### Klasyfikacja w klasie R3T[9]
| Msc | Kierowca        | Pilot              | Punkty |
| --- | --------------- | ------------------ | ------ |
| 1   | Jan Chmielewski | Grzegorz Dachowski | 28     |
| 2   | Jarosław Kołtun | Tadeusz Burkacki   | 5,5    |

### Klasyfikacja w klasie R3C[10]
| Msc | Kierowca          | Pilot          | Punkty |
| --- | ----------------- | -------------- | ------ |
| 1   | Aleksander Zawada | Grzegorz Gołda | 7      |

### Klasyfikacja w klasie Fiesta[11]
| Msc | Kierowca               | Pilot              | Punkty |
| --- | ---------------------- | ------------------ | ------ |
| 1   | Mariusz Woźniczko      | Daniel Leśniak     | 32,5   |
| 2   | Rafał Stalmach         | Michał Kaźmierczak | 22,5   |
| 3   | Aleksander Jaroszewicz | Paweł Tarapacki    | 21     |

### Klasyfikacja w klasie N-3[12]
| Msc | Kierowca           | Pilot             | Punkty |
| --- | ------------------ | ----------------- | ------ |
| 1   | Marcin Gagacki     | -                 | 50     |
| 2   | Piotr Krotoszyński | Tomasz Markiewicz | 42     |
| 3   | Tomasz Ratajczyk   | Rafał Fiołek      | 41     |

### Klasyfikacja w klasie Open[13]
| Msc | Kierowca       | Pilot             | Punkty |
| --- | -------------- | ----------------- | ------ |
| 1   | Andrzej Koper  | Krzysztof Gęborys | 21     |
| 2   | Bogdan Bożyk   | Maciej Wisławski  | 10,5   |
| 3   | Andrzej Lipski | Magdalena Lukas   | 8      |

### Klasyfikacja w klasie HR-13[14]
| Msc | Kierowca            | Pilot | Punkty |
| --- | ------------------- | ----- | ------ |
| 1   | Krzysztof Szymański | -     | 13     |
| 2   | Felix               | -     | 9      |

### Klasyfikacja w klasie HR-12[15]
| Msc | Kierowca      | Pilot | Punkty |
| --- | ------------- | ----- | ------ |
| 1   | Łukasz Ryznar | -     | 10,5   |

### Klasyfikacja Zespołów Sponsorskich[16]
| Msc | Zespół                   | Punkty |
| --- | ------------------------ | ------ |
| 1   | Cersanit Rally Team      | 60     |
| 2   | Lotos Dynamic Rally Team | 56,5   |
| 3   | Platinum Rally Team      | 34     |

### Klasyfikacja Zespołów Producenckich[17]
| Msc | Zespół  | Punkty |
| --- | ------- | ------ |
| 1   | Peugeot | 33     |
| 2   | Subaru  | 19     |